# توفيق صالح
توفيق صالح (27 أكتوبر 1926 - 18 أغسطس 2013) مخرج سينمائي مصري، من رواد الواقعية في السينما المصرية. يعتبر أحد أهم المخرجين المصريين. سافر إلى فرنسا لتعلم السينما عام 1950، وعمل هناك في عدد من الأفلام الفرنسية كمساعد مخرج، عاد بعدها إلى مصر وأخرج سبعة أفلام روائية طويلة وسبعة أفلام قصيرة قدمها بين عامي 1955 و1980. اختار النقاد أربعة أفلام من إخراجه في قائمة أفضل مئة فيلم مصري في احتفالية مئوية السينما المصرية عام 1996.
أخرج فيلم درب المهابيل عام 1955، من تأليف نجيب محفوظ، وبطولة شكري سرحان، الذي تعاون معه في فيلمين آخرين هما صراع الأبطال عام 1962 من إنتاج الأخوان عز الدين ذو الفقار وصلاح ذو الفقار والمتمردون عام 1966 من تأليف الكاتب الصحفي صلاح حافظ. تعاون الراحل مع الكاتب صالح مرسي عام 1969 في فيلم السيد البلطي بطولة عزت العلايلي ومحمد نوح وسهير المرشدي وليوني ليون، وقدم أيضًا فيلم يوميات نائب في الأرياف عام 1968 عن رواية للكاتب توفيق الحكيم، والمخدوعون عام 1972، عن رواية رجال في الشمس للكاتب غسان كنفاني وكان العمل من إنتاج المؤسسة العامة للسينما بدمشق، وفيلم «الأيام الطويلة» عام 1980، ثم توقف عن العمل تماما واكتفى بعمله كأستاذ غير متفرغ لمادة الإخراج في المعهد العالي للسينما بالقاهرة.

## نشأته ودراسته
ولد توفيق صالح في الإسكندرية في 27 أكتوبر 1926، حيث كان والده طبيبا يعمل في الحجر الصحي في الموانئ وبحكم ظروف عمل والده فقد قضى طفولته المبكرة متنقلا بين عدة عدة مدن ساحلية مختلفة إلى أن استقرت العائلة في الإسكندرية. تعلم في كلية فكتوريا حيث كان يوسف شاهين زميله على مقاعد الدراسة. بعد تخرجه من المدرسة درس الأدب الإنجليزي في جامعة الإسكندرية وحصل على البكالوريوس عام 1949. في سنته التعليمية الأخيرة قام بإخراج مسرحية رصاصة في القلب وتم عرضها في جمعية الصداقة الفرنسية وعلى إثرها عرض عليه رئيس القسم الفرنسي في كلية الآداب بعثة لدراسة المسرح في فرنسا لكنه طلب أن يدرس السينما وكان له ذلك. وقد كان يعمل قبل سفره مساعدا للمخرج حسين فوزي إلا أن خلافات بينه وبين نعيمة عاكف -زوجة حسين فوزي- حالت دون استمراره في عمله هذا.

## في باريس
غادر توفيق صالح إلى فرنسا عام 1950 لدراسة السينما في باريس، قابل هناك عالم الجمال «اتيان سوريو:Etienne Souriau» فتغيرت حياته حيث ترك السوربون ودرس الرسم والفوتوغرافيا وذهب إلى اللوفر وتعرف على الأدب الروسي  فسحبت منه المنحة بعد سنة واحدة لعدم انتظامه في الدراسة لكنه عاش في باريس لسنتين إضافيتين قام فيها بتثقيف نفسه بالقراءة ومشاهدة الأفلام وحضور المعارض المختلفة كما عمل مساعد مخرج في ثلاثة أفلام فرنسية. يقول عن هذه الفترة: «تعرفت في السنة الثانية (من الإقامة في باريس) على مدير إنتاج يعمل في أفلام درجة ثانية، قلت له أني جئت لأتعلم السينما فأخذني معه وحصل لي من النقابة على (مخرج تحت التمرين). أول فيلم عملت به كان اسمه (صحبة فرح) بطله كان شارل ترنييه وكان مهما جدا في تلك الفترة».

## العودة إلى مصر
عاد إلى القاهرة في ديسمبر 1953. بعد عودته تعرف على نجيب محفوظ الذي عمل في تلك الفترة مؤلفا للسينما وعرض عليه معالجة سينمائية كان قد ألفها أثناء إقامته في باريس. نصحه محفوظ بعدم تنفيذها «لئلا يتهم بالشيوعية» وقام محفوظ بإعادة صياغتها مغيّرا موقع الأحداث إلى حارة قاهرية وأعطاها عنوان درب المهابيل ثم عملا معا على كتابة سيناريو الفيلم الذي أُنتج سنة 1955.
بعد ذلك لعبت الصدفة دورها بعد مرض المنتج والمخرج عز الدين ذو الفقار فانتقلت إليه مهمة إخراج فيلم صراع الأبطال، فقام بتعديلات على السيناريو وأخرج الفيلم سنة 1962.
ثم راح يناقش الحالة السياسية في مصر في فيلم المتمردون الذي أنتج عام 1966 - أي قبل نكسة 1967 - وإن اضطر لتكثيف عملية الترميز هروبا من القيود الرقابية التي لم ينج منها وأوقف الفيلم وطلبوا منه حذف بعض المشاهد وتعديل البعض الآخر وأجبر على إضافة نهاية جديدة للفيلم ولم يشفع له أن أحداثه -على الشاشة- تدور قبل الثورة. ولم يصرح بعرض الفيلم إلا عام 1968 أي بعد أحداث يونيو 1967. أما فيلم يوميات نائب في الأرياف فقد أجيز عرضه كاملا دون حذف بأمر جمال عبد الناصر نفسه بعد أن كان أعضاء اللجنة المركزية للاتحاد الاشتراكي قد اقترحوا 16 حذفا.
تلك هي الحالة العامة التي عمل في ظلها توفيق صالح خاصة بعد تعرض أفلامه المنتجة من قبل الدولة نفسها للتعسف، يقول:«أحسست بالغصة تزداد مرارة في حلقي، شعرت بالاغتراب والنفي وأنا في بلادي، قررت الرحيل»

## سوريا والعراق
في عام 1972 أخرج فيلم المخدوعون من إنتاج المؤسسة العامة للسينما بدمشق عن رواية غسان كنفاني رجال في الشمس والذي يمثل طفرة في دعم القضية الفلسطينية. ونال الفيلم العديد من الجوائز. ويقول عنه توفيق صالح أنه كان يحمل شحنة من الغضب والحزن خاصة بعد وفاة جمال عبد الناصر والتي عبر عنها في الفيلم. تنقّل بين سوريا والعراق الذي استقر فيه لتدريس السينما حتى لُقِّب بـ«سندباد السينما العربية».
انتقل إلى العراق عام 1973 لتدريس السينما وآخر أعماله السينمائية كان عام 1980 وهو فيلم الأيام الطويلة من إنتاج عراقي. ويستثنيه الناقد محسن ويفي من أفلامه الجيدة قائلا أنه أخرجه في ظروف استثنائية ويكاد يمثل علامة فارقة (بالسلب) من ناحية الصياغة والرؤية السينمائية الفكرية في مشوار توفيق صالح الفني. ثم عاد إلى مصر عام 1984 

## وفاته
توفي توفيق صالح في 18 أغسطس 2013 عن عُمر 87 عامًا، بعد صراع طويل مع المرض ووري جثمانه الثرى بجوار نجيب محفوظ في مقبرة العائلة على طريق الفيوم.

## أعماله

### الأفلام الروائية الطويلة
- درب المهابيل 1955.. سيناريو نجيب محفوظ... بطولة شكري سرحان وبرلنتي عبد الحميد وتوفيق الدقن.
- صراع الأبطال 1962.. بطولة شكري سرحان وسميرة أحمد.
- المتمردون 1966.. عن رواية الصحفي صلاح حافظ بطولة: شكرى سرحان وزيزي مصطفى ومحمود السباع وتوفيق الدقن.
- السيد البلطي 1969 عن رواية صالح مرسي: زقاق السيد البلطي.. بطولة عزت العلايلي ومحمد نوح وسهير المرشدي ومديحة حمدي
- يوميات نائب في الأرياف 1968..عن رواية توفيق الحكيم.. بطولة: أحمد عبد الحليم.
- المخدوعون 1972.. إنتاج سوري.. عن رواية «رجال في الشمس» لغسان كنفاني.
- الأيام الطويلة 1980.. إنتاج عراقي.. تمثيل إبراهيم جلال.. محمود عبد الحميد.. سامي السراج.. ندى سهام

### الأفلام التسجيلية والقصيرة
- كورنيش النيل 1956
- فن العرائس 1957
- نهضتنا الصناعية 1959
- من نحن؟ 1960.. وهو فيلم باللغة الإنجليزية عن اللاجئين الفلسطينيين
- نحو المجهول 1960
- القلة 1961
- فجر الحضارة 1977 (إنتاج العراق وهو عن الحضارة السومرية القديمة)

## سمات عامة
يقول توفيق صالح أن أحد أحلامه منذ كان في باريس أن يجد لغة سينمائية يمكن وصفها بوضوح أنها مصرية خاصة. ويقول أيضا: «السينما أداة تغيير لا تكريس لتخلف الواقع ودغدغة مشاعر الجماهير فبل النوم مع كل الأماني الطيبة بأحلام سعيدة»، وهو بهذا فنان ملتزم بالمعنى اليساري السائد في تلك الفترة. فكانت معظم أفلامه تطرح قضايا كبيرة عكس المخرجين في تلك الفترة والذين تعاملت أفلامهم مع نقد مجتمع ما قبل الثورة أكثر من تعاملهم مع قضايا يطرحها الواقع الآني في الخمسينات والستينات. وشغلت القضية الفلسطينية اهتمامه الأساسي في كل أفلامه -باستثناء فيلمه الأخير، الأيام الطويلة.
وعلى الرغم من التباين الفكري بين مؤلفي الروايات التي قدمها توفيق صالح للسينما فإنه قد التزم عند إعدادها للسينما بالطابع العام لبنية السرد وجاءت الأفلام جميعها تحمل رائحة مخرجها.

## جوائز
تلقى توفيق صالح التكريم في الكثير من المهرجانات السينمائية والثقافية. كما منح الوسام الثقافي التونسي في أكتوبر 1988.

### جوائز الأفلام
نال فيلم المخدوعون:
- الطانيت الذهبي من مهرجان قرطاج الدولي 1972
- الجائزة الأولى من مهرجان ستراسبورج لأفلام حقوق الإنسان 1973
- الجائزة الأولى من المركز الكاثوليكي الدولي ببلجيكا 1973
- جائزة لينين للسلام من مهرجان موسكو السينمائي الدولي 1973

## الهوامش
1. 1 2 3 4 5 6 7 8  كتاب سينما توفيق صالح للناقد محسن ويفى.
2. ↑  "Top 100 Egyptian Films (CIFF)". IMDb (بالإنجليزية). Archived from the original on 2022-03-26. Retrieved 2022-05-06.
3. 1 2  توفيق صالح.. السينما وإخفاقات الثورة المصرية نسخة محفوظة 22 أغسطس 2009 على موقع واي باك مشين. عن الجزيرة.نت تاريخ الولوج 28-5-2009 نسخة محفوظة 22 أغسطس 2009 على موقع واي باك مشين.
4. ↑  توفيق صالح للوثائقية: أهم أفلامي بدون سيناريو نسخة محفوظة 3 يوليو 2017 على موقع واي باك مشين. عن الجزيرة الوثائقية تاريخ الولوج 28-5-2009 نسخة محفوظة 03 يوليو 2017 على موقع واي باك مشين.
5. 1 2  Tewfik Saleh عن موقع مكتبة الإسكندرية تاريخ الولوج 28-5-2009 نسخة محفوظة 06 سبتمبر 2008 على موقع واي باك مشين.
6. 1 2  سمير فريد في حوار مع السينما المصرية - مطبوعات مهرجان القاهرة السينمائي الدولي
7. ↑  حوار في مجلة الهلال القاهرية - مارس 1997
8. ↑  السينمائي توفيق صالح في حوار مع "المستقبل"[وصلة مكسورة]عن المستقبل، 26 أيلول 2008. تاريخ الولوج 28-5-2009 "نسخة مؤرشفة". مؤرشف من الأصل في 2013-07-31. اطلع عليه بتاريخ 2009-05-28.
9. ↑  علي أبو شادي - السينما والسياسة - سلسلة كتاب شرقيات للجميع
10. 1 2  جريدة النقد السينمائي - العدد الأول - مايو 1998
11. ↑  موقع الإسكندرية:لمخرج الكبير/ توفيق صالح رائد السينما الواقعية نسخة محفوظة 31 أكتوبر 2013 على موقع واي باك مشين.
12. ↑  "موقع الإسكندرية". مؤرشف من الأصل في 2013-10-31.

## روابط خارجية
- توفيق صالح على موقع أرشيف الشارخ.
- توفيق صالح على موقع IMDb (الإنجليزية)
- توفيق صالح على موقع الدهليز
- توفيق صالح على موقع قاعدة بيانات الأفلام العربية
- توفيق صالح على موقع ألو سيني (الفرنسية)
- توفيق صالح على موقع قاعدة بيانات الفيلم (الإنجليزية)
- توفيق صالح على موقع كينوبويسك (الروسية)